# Pixel Recursive Super Resolution
Pixel Recursive Super Resolution es un proyecto de Google diseñado para reconstruir, o recuperar, imágenes borrosas y pixeladas mediante inteligencia artificial.
Google ha presentado diversas muestras como evidencia del éxito de su proyecto, el cual logra mostrar imágenes de tan solo 64 píxeles -8 de alto por 8 de ancho- de forma nítida. A pesar de que esta herramienta todavía se encuentra en proceso de desarrollo, el programa podría llegar a convertirse en un método más efectivo del que disponen los programas ya existentes de tratamiento de imágenes; de entre los cuales destaca Photoshop.

## Influencia de Blade Runner: Máquina ESPER
Este proyecto recuerda a la máquina ESPER que aparece en la película Blade Runner, la cual Rick Deckard utiliza con una motivación policíaca para aumentar la nitidez y medida de diversas imágenes, de modo que esta lo ayuda a identificar elementos que lo terminan conduciendo hacia los "replicants" (robots idénticos a humanos).
En Blade Runner, la máquina está elaborada mediante una televisión futurista de tubo y de un artefacto similar a un reproductor DVD. Para hacer funcionar la máquina, se debe introducir una fotografía de papel dentro del reproductor DVD, para que, seguidamente, la imagen aparezca en la pantalla. Rick Deckard usa un mando a distancia, que le da indicaciones, para ampliar la medida de la imagen y situarla el lugar que desea. La máquina ESPER que aparece en el film, es capaz de hacer nítidos los detalles que aparecen en dicha fotografía, yendo más allá de la resolución que la imagen en papel ofrecía.
Por lo tanto, el objetivo del proyecto Pixel Recursive Super Resolution es el mismo que el de la máquina ESPER: lograr mostrar de forma nítida cualquier imagen para descubrir qué se encuentra en ella aparte de aquello percibido a primera vista. Y es que, a pesar de que todavía no existe una máquina que presente el mismo número de funciones que la máquina ESPER, esta innovación llevada a cabo por Google parece ser el primer paso hacia la creación de esta tecnología futurista en nuestra realidad.